# 圣伊尔德丰苏
圣伊尔德丰苏是葡萄牙波尔图区的一个堂区。总面积1.28平方公里，总人口10044人，人口密度7846.9人/平方公里。